# Вулиця Авіаконструктора Антонова (Київ)
Ву́лиця Авіаконстру́ктора Анто́нова — вулиця в Солом'янському районі міста Києва, місцевість Чоколівка, житловий масив Першотравневий. Пролягає від проспекту Повітряних Сил до вулиці Ушинського.
Прилучаються вулиці Янки Купали, Єреванська, Волинська, Чоколівський бульвар і площа Космонавтів.

## Історія
Вулиця виникла в 20-х роках XX століття. У 1931–1985 роках мала назву Авіа́ції (за деякими документами — Авіаці́йна). Сучасна назва на честь українського  авіаконструктора Олега Антонова — з 1985 року.

## Установи та заклади
- Аптека ТОВ «Ейпл» (№ 2/32 корп. 1)
- Аптека ЗАТ «Фарма-Нет Україна» (№ 4)
- Аптека ТОВ «АПФ-Фарм» (№ 13)
- Аптека ТОВ «Лекфарм» (№ 43)
- Ясла-садок № 350 (№ 12-А)
- Науково-методичний центр управління освіти Солом'янського району (№ 3)
- Залізничний спортивно-технічний клуб ТСО України (№ 8)
- Авіамодельний клуб «Майстер» (№ 8)
- Проектно-вишукувальний інститут «Київагропроект» (№ 5-А)
- Відділення зв'язку № 186 (№ 7)
- Філія Солом'янського відділення Ощадбанку № 5445/0350 (№ 8)
- Готель «Козацький» (№ 2/32, корп. 76)
- ТОВ «Бізнес Фактор Груп» (ТМ SmartNet) (5Б)

## Меморіальні та анотаційні дошки
На будинку № 3 у 1985 році встановлено анотаційну дошку на честь авіконструктора О. К. Антонова. Дошку виготовлено у вигляді бронзового барельєфу, за проектом скульптора М. Рапая та архітектора О. Герасименка.

## Цікаві факти
Поблизу будинку № 2/32, корп. 3, росте тополя віком понад 100 років і заввишки 30 метрів, її стовбур в обхваті сягає 4,30 метрів.
Недалеко від старої тополі росте дуб Фролкіна. Його вік становить понад 400 років, висота 25 м, обхват стовбура 4,30 метрів. Назву отримав на честь киянина А. Н. Фролкіна, який своїм коштом вилікував дерево. Рішенням Київради від 23 грудня 2010 року дуб узятий під охорону.
З парного боку вулиці зберігся невеликий дубовий гай з віковими дубами, вік яких становить 150 і більше років — вцілілі фрагменти Кадетського гаю.

## Галерея

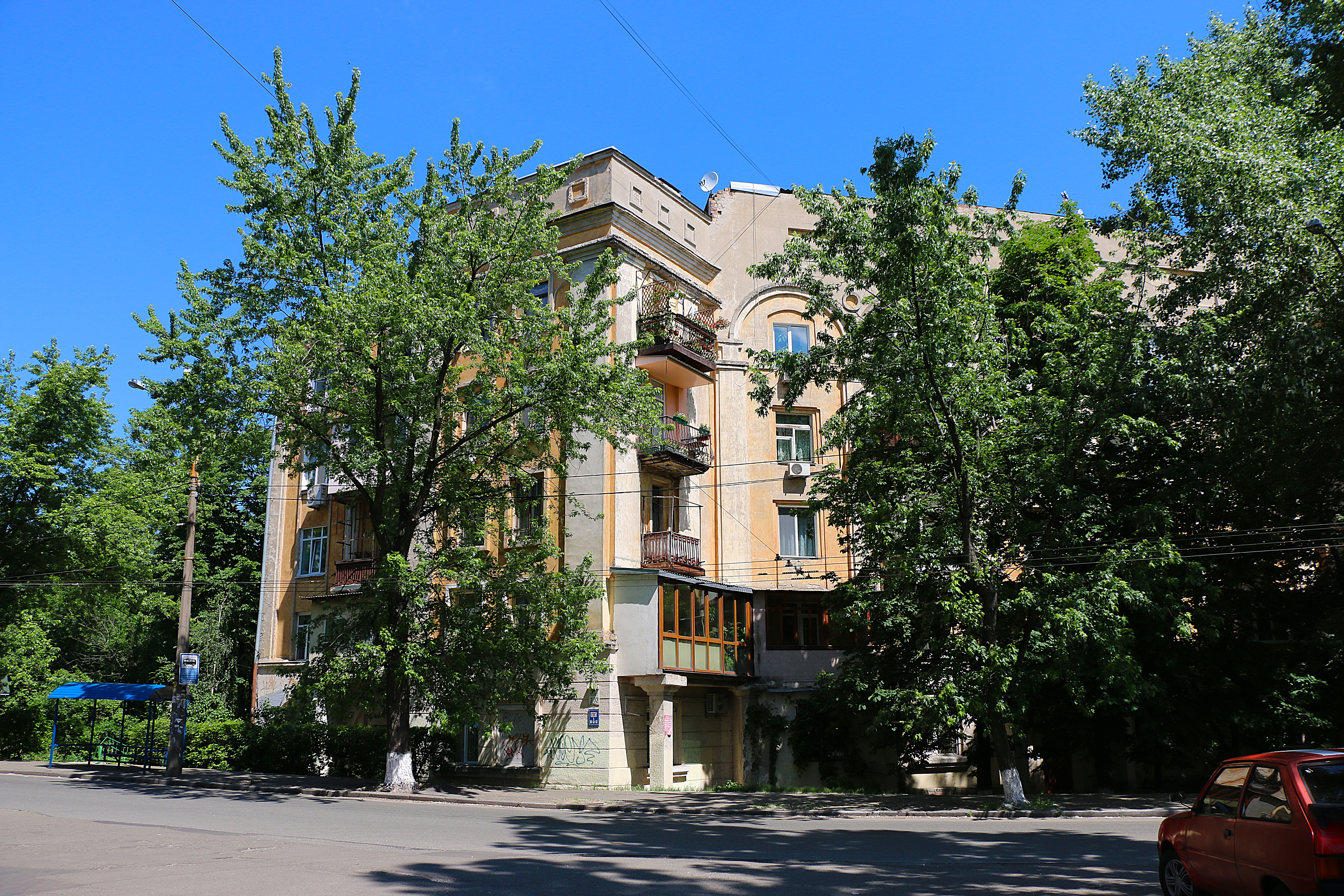
Будинок № 2
Анотаційна дошка на честь О. К. Антонова на фасаді будинку № 3